# Vele Srakane
La Isla Vele Srakane (en croata: Otok Vele Srakane) es una isla en la parte croata del mar adriático. Se encuentra entre Lošinj, Unije y Susak, justo al norte de Male Srakane. Su superficie es de 1,15 kilómetros cuadrados, tiene una población de 8 habitantes (según datos de 2001). El pico más alto es Vela straža, que alcanza 59 metros de altura. A partir de 2000 no hay vehículos, tiendas ni agua corriente en la isla. La electricidad, sin embargo, está disponible. No hay un puerto adecuado para acceder en la isla, su costa contiene numerosos arrecifes.